# 奧塞諾夫拉格島
62°20′54.6″S 59°40′25″W / 62.348500°S 59.67361°W
奧塞諾夫拉格島是南極洲的島嶼，屬於南設得蘭群島中歐諾古爾群島的一部分，處於羅伯特島西北面，長0.51公里、寬0.13公里，該島嶼以保加利亞西部的鄉鎮命名。

## 外部連結
- Bulgarian Antarctic Gazetteer.（页面存档备份，存于） Antarctic Place-names Commission. (details in Bulgarian, basic data（页面存档备份，存于） in English)